# Strătulă & Asociații
Strătulă & Asociații este o casă de avocatură de business din București înființată în anul 2006, ajungând în scurt timp să ocupe poziții semnificative în clasamentele europene și internaționale ale societăților de avocatură. Strategia companiei este bazată pe cooperarea profesională regională și internațională, clienții societății încadrându-se în categoria companiilor multinaționale și regionale care activează în zonă.        

## Istoric
Strătulă & Asociații a fost înființată în septembrie 2006 prin asocierea a doi avocați de afaceri, Sorin Strătulă și Cosmin Mocanu. Anterior fondării societății, ambii parteneri au activat în cadrul Nestor Nestor Diculescu Kingston Petersen (NNDKP), una dintre cele mai mari societăți de avocatură din țară.  
Începând cu anul 2013, Oana Strătulă a devenit cel de-al treilea partener al firmei și coordonatorul activității de consultanță legală a societății. Înainte de a se alătura companiei Strătulă & Asociații, Oana Strătulă a fost membru fondator al casei de avocatură Dragne & Asociații, și avocat asociat senior în cadrul Mușat & Asociații.

## Domenii de specialitate
Strătulă & Asociații se încadreză în tipul societăților de avocați “Boutique Law Firm”. Potrivit acestui concept de servicii juridice, avocații sunt specializați în domeniile cheie ale firmei.  Pe lângă acestea, o caracteristică esențială a firmei constă în implicarea permanentă și directă a partenerilor în toate proiectele încredințate, aspecte care diferențiază acest gen de servicii juridice de cele oferite de firmele full service.
Compania activează în toate domeniile de practică aflate în legătură cu mediul de afaceri. Principalele domenii de practică ale companiei sunt:   
- Litigii și Arbitraj[3]
- Consultanță și litigii privind fondurile europene nerambursabile[4]
- Drept societar (inclusiv fuziuni și achizitii) și drept comercial (contracte)
- Dreptul proprietații intelectuale (IP) și dreptul concurenței
- Audiovizual, IT și telecomunicații (TMT)[5]
- Dreptul muncii
- Achiziții publice[6]
- Insolvență[7], drept administrativ și fiscal

## Afiliere: East Legal Team
Strătulă & Asociații este membru fondator al East Legal Team G.E.I.E. (Grup European de Interes Economic), o asociere de societăți de avocatură independente din Europa Centrală și de Est înființață în 2008.

## Recunoașteri și premii
Încă din primii ani de activitate, Strătulă și Asociații a fost inclusă în clasamentele celor mai importante firme de avocatură din România: 
• Anul 2010 marchează debutul diversificării premiilor și recomandărilor internaționale. Pe lângă includerea constantă în topul firmelor de avocatură din România din domeniul litigiilor, compania a fost inclusă în 2010 de către Legal 500 în clasamentul celor mai bune societăți de avocatură din domeniul IT, telecom și media. În același an compania a primit distincția de 'Firma de avocatură a anului în drept administrativ' și  'Firma de avocatură a anului în publicitate' oferite de publicația Corporate Intl.
• În anul 2011, Strătulă & Asociații a fost desemnată firma de avocatură a anului în domeniul TMT (telecom, media și tehnologie) de către publicația Acquisition International. În același an, Strătulă & Asociații a fost inclusă de marile directoare juridice internaționale în topul celor mai bune firme de avocatură din România în următoarele domenii: soluționarea litigiilor și insolvență (clasamentul realizat de Chambers Global), litigii și IT, telecomunicații  și media (clasamentul realizat de Legal 500), soluționarea litigiilor, insolvență și restructurări (clasamentul realizat de Chambers Europe). 
• În anul 2012, Strătulă & Asociații s-a menținut în topul firmelor de avocatură în domeniile în care s-a remarcat în anii anteriori și, în plus, a fost inclusă de directorul juridic PLC Which Laywer printre cele mai bune societăți în soluționare litigiilor, iar de Chambers Europe printre cele mai bune firme de avocatură din România în domeniul dreptului societar, fuziunilor și achizițiilor.
• În 2013, societatea a fost inclusă de catre directoarele juridice internationale printre cele mai bune firme de avocatură din România pentru practica sa în domeniul soluționării litigiilor (de către Chambers Global), litigii și media (de către Legal 500), litigii, fuziuni și achiziții (Chambers Europe). În plus, a fost premiată drept firma de avocatură a anului în publicitate de către Revista Corporate Intl, societatea de avocatură a anului în drept societar (Global Law Experts), firma de avocatură a anului în domeniul insolvenței și al litigiilor (premiile juridice Acquisition International). 
• Anul 2014 a adus recunoașterea internațională din partea a două noi directoare juridice, Strătulă & Asociații fiind recomandată ca una din cele mai bune firme de avocatură din România specializate în problemele domeniului media (mass-media, publicitate, IT) de către directorul Media Law International și inclusă în clasamentul internațional elaborat de renumitul director juridic IFLR1000 în domeniul fuziunilor și achizițiilor. Totodată compania s-a menținut printre societățile de avocatură din România recomandate și incluse în topul celor mai bune societăți specializate în litigii, drept societar, fuziuni, TMT (tehnologie, media & telecomunicații) de către Chambers Global, Legal500 și Chambers Europe.